# Seo Ji-hun
Seo Ji-hun, noto anche con lo pseudonimo di XellOs (Anseong, 9 febbraio 1985), è un videogiocatore sudcoreano di StarCraft: Brood War.
È stato uno dei Terran di maggior successo tra il 2003 e il 2005.

## Biografia
XellOs ottiene il suo più grande successo nel 2003, quando si aggiudica l'Olympus OSL, battendo BoxeR in semifinale e Yellow in finale.
L'anno successivo, Seo Ji-Hun si aggiudica il WCG 2004, battendo Midas in finale. 
Nel 2005, il suo viaggio ai WCG 2005 viene documentato da National Geographic.
XellOs si ritira nel dicembre 2011.

## Statistiche
|            | Vittorie | Sconfitte | %      |
| ---------- | -------- | --------- | ------ |
| vs Terran  | 120      | 83        | 59,11% |
| vs Zerg    | 159      | 115       | 58,03% |
| vs Protoss | 100      | 86        | 53,76% |
| Totale     | 379      | 284       | 57,16% |

## Risultati
- 2003 Vincitore dell'Olympus OSL
- 2004 Vincitore dei World Cyber Games 2004